# Neolasioptera triadenii
Neolasioptera triadenii är en tvåvingeart som först beskrevs av Beutenmuller 1908.  Neolasioptera triadenii ingår i släktet Neolasioptera och familjen gallmyggor.
Artens utbredningsområde är New Jersey. Inga underarter finns listade i Catalogue of Life.